# Deborah Feldman
Deborah Feldman (ur. 17 sierpnia 1986 w Nowym Yorku) – amerykańska pisarka pochodzenia żydowskiego, mieszkająca w Berlinie. Autorka autobiografii, Unorthodox: Jak porzuciłam świat ortodoksyjnych Żydów, która opowiada jej historię o ucieczce ze społeczności ortodoksyjnych żydów w Brooklynie. Powieść została również użyta jako inspiracja do utworzenia miniserialu Netflixa, Unorthodox.

## Życiorys

### Wczesne życie
Dorastała jako członkini chasydzkiej grupy Satmar w Willamsburgu, na Brooklynie. Wychowana została przez swoich dziadków, ocalałych z Holocaustu, odkąd jej matka została wykluczona ze społeczności, a upośledzony umysłowo ojciec nie podołał jej wychowaniu. Tak jak wszystkie dziewczęta wśród społeczności, Deborah uczona była pobożności, mówienia w języku jidysz, nie pozwalano jej na uczęszczanie do publicznej biblioteki. Odmówiono jej edukacji powszechnej, mimo tego chowała książki pod łóżkiem w strachu przed krytyką ze strony rodziny. W wieku 17 lat wyszła za mąż poprzez zaaranżowanie małżeństwa, a dwa lata później została matką.

### Odejście ze społeczności chasydzkiej
Punktem zwrotnym w chęci odejścia ze społeczności chasydzkiej były narodziny jej syna. „Dostrzegłam swoją narzuconą przyszłość – przeraziłam się na myśl, że jestem odpowiedzialna oraz winna w umieszczeniu wszystkiego, co uważałam za swoją opresję w niewinną istotę”. Feldman okłamała męża mówiąc, iż chce uczęszczać na zajęcia biznesowe dzięki czemu wspomogłaby domowy budżet. W 2006 oboje wyprowadzili się z Williamsburga a Deborah rozpoczęła studia z literatury na Sarah Lawrence College.
Zaczęła wypowiadać się publicznie. Ubierając się w dżinsy oraz buty na wysokich obcasach łamała rygorystyczny chasydzki dress code. W 2010 r. zabrała syna, opuściła męża oraz odcięła się od wszelkich kontaktów w ortodoksyjnej społeczności. Przez dwa miesiące żyła u znajomych oraz konsultowała się ze swoim prawnikiem w obawie przed odebraniem jej praw rodzicielskich nad synem. Od 2006 roku Feldman nie widziała się ani nie kontaktowała z żadnym członkiem swojej rodziny.
Pomimo dużych różnic w ortodoksyjnej społeczności, Deborah powiedziała „Jestem dumna z bycia żydówką, ponieważ uważam, iż stamtąd pochodzi mój niezłomny duch”.

### Kariera
Rozpoczęła pisanie bloga, a w 2012 r. ukazała się jej autobiografia Unorthodox: Jak porzuciłam świat ortodoksyjnych Żydów, która stała się bestsellerem. W 2014 r. przeniosła się do Berlina, gdzie w dzielnicy Neukölln kontynuowała swoją pracę jako pisarka. Dwa lata później opublikowała kolejną książkę, Exodus: A Memoir. Wszystkie książki zostały przetłumaczone na język niemiecki, a dobre opinie pozwoliły jej na udział w wielu niemieckich programach telewizyjnych.
W 2018 roku pojawiła się w szwedzko-niemieckim dokumencie Female Pleasure.
W 2020 roku Netflix wyprodukował miniserial Unorthodox, opierający się na jej historii. Opublikował również dokument, Making Unorthodox, opowiadający o procesie tworzenia oraz filmowania, a także o różnicach między serialem a książką.

## Krytyka
Członkowie ortodoksyjnej społeczności skrytykowali Feldman, również na powstałym blogu „Deborah Feldman Exposed”, który poświęcony był „obnażaniu kłamstw oraz fabrykacji” w jej historii. Jesse Kornbluth przyjrzał się temu krytycyzmowi w serii artykułów w Huffington Post: „Książka zawiera tezy bardzo sporne dla Chasydów. Nie jestem w stanie stwierdzić co jest prawdą. Jednakże wiem jedno: Mężczyzna który nie potrafi żyć na równi z kobietą nie jest wart wspólnego życia. Nie dziwi mnie, że dziewczyny w całym Brooklynie wykupują tę książkę, ukrywając ją pod materacami i czytając ją po zmroku – i rozmyślając – prawdopodobnie po raz pierwszy w życiu – o swojej własnej ucieczce”.